# Patricia Lázaro
Patricia Lázaro (Granada, 1985) es una cantante y compositora española. Cuenta con un disco publicado llamado Todo irá bien, mamá, y actualmente forma parte de la banda que acompaña al cantante Leiva en su gira Tour Nuclear.

## Biografía
Patricia Camacho García nace en Granada un 9 de marzo de 1985, siendo la primera de los 3 hermanos de la familia.  Desde los 4 años se encuentra vinculada a la música, cuando empieza a estudiar danza clásica, moderna y contemporánea mientras cantaba en casa emulando las voces de aquellas cantantes que admiraba. De casualidad encontró la guitarra de su abuelo en el desván y aprendió unos cuantos acordes que le sirvieron para acompañar al coro su escuela.
Un buen día, con apenas 15 años, entró por primera vez en La Tertulia, mítico café-teatro granadino y lugar de paso de artistas e intelectuales. Forma parte del movimiento de música de autor Puerta Verde en el que se encuentran  autores consolidados como Fede Comín, Pedro Chillón o Elena Bugedo. Desde el principio acompaña con su voz a estos cantautores amigos y comienza a cantar sus primeras canciones. Es en 2004 cuando se le premia por primera vez en el Certamen Nacional de Canción de Autor Abril para Vivir, donde Aurora Beltrán le entregó un segundo premio.
A medida que se iba desarrollando como autora autodidacta iba perfilando la personalidad de sus canciones dejándose influir por el rock argentino, el folk o la música anglosajona.
Sus composiciones siguieron resultando premiadas:  
- En 2008 se convirtió en la primera mujer que obtenía dos galardones en el Certamen Nacional de Jóvenes Cantautores de Elche: Primer Premio y Premio del público.
- En 2010 dentro del III Certamen de Canción de Autor Joven de Palmas de Gran Canaria obtuvo el Tercer Premio.
- Ese mismo año también se llevó otro Tercer Premio en la X Muestra Nacional de Canción de Autor Cantigas de Mayo.

Más allá de los premios obtenidos la compositora se consolidó dentro del panorama nacional de la música de autor formando parte de diferentes manifestaciones artísticas:
- El Programa Injuve de Creación Joven celebrado en Colombia en 2011, donde compartió cartel y escenario con Xoel López y Lisandro Aristimuño.
- Una gira en común con el artista y amigo Alberto Alcalá, por España y Francia.
- Formó parte de Generación Ochentií,  proyecto que reunió a diez compositores nacidos entre los 80 y los 90, y los embarcó en dos giras por toda España.
- En 2012, junto a Carmen Boza y Road Ramos crea Carretera y Mantras; proyecto que encerró a las tres artistas en una cabaña para grabar un EP llamado 48Hs, el cual dio paso a una gira de más de 25 conciertos por España y el sur de Francia.

En 2014 se afinca en Madrid, donde consigue hacerse hueco en las programaciones de los locales que forman el circuito de música de autor. Es entonces cuando comienza a grabar su primer disco Todo irá bien mamá editado por Warner Chappell Music Spain y arreglado y producido por Raúl Marques, con colaboraciones de “El Twanguero” a la guitarra eléctrica. Este disco se compone de los temas compuestos hasta la fecha ordenados cronológicamente. Presentando el álbum ha estado girando en solitario o acompañada de la guitarrista Luka Kranky por todo España.
Protagoniza la campaña publicitaria de Adelante Andalucía (“Un tiempo que amanece”) para las elecciones autonómicas de diciembre del 2018, con dirección creativa de Felipe Vara de Rey y producción de Estela Producciones Cinematográficas, en la que actualiza e interpreta, junto al guitarrista Amable y Héctor Rojo al contrabajo, el tema de Carlos Cano Verde, Blanca y verde. Acompañó  a Adelante Andalucía en su campaña electoral, abriendo los mítines con una selección de sus canciones y cerrándolos con su versión personal de Cano.
En abril de 2019 interrumpe la grabación de su segundo disco para incorporarse como corista a la banda de Leiva dentro de la gira por España y Latinoamérica Tour Nuclear, siendo en septiembre de este año cuando retoma la grabación de Gloria Pelea, su segundo disco que verá a la luz en abril y en el que se presentarán 12 temas que resumen el ideario que ha perfilado en sus últimos años de carrera.

## Discografía
- Todo irá bien, mamá (2015)
- Gloria Pelea (2020)